# Reinier Robbemond
Reinier Robbemond (Nacido el 31 de enero de 1972 en Dordrecht) es un entrenador de fútbol holandés y exjugador profesional. Recientemente, durante la temporada 2015-2016, fue entrenador del equipo de la Eerste Divisie, FC Oss. El último equipo para el que jugó fue, el De Graafschap. También ha jugado para los equipos FC Dordrecht, FC Utrecht y AZ.
Robbemond hizo su debut en el fútbol profesional el 8 de diciembre de 1990, saliendo como sustituto para el Dordrecht ´90, en un partido como visitante frente al VVV.

## Estadística
| Temporada | Club              | País         | Liga           | Partidos | Goles |
| --------- | ----------------- | ------------ | -------------- | -------- | ----- |
| 1990/91   | Dordrecht '90     | Países Bajos | Eerste Divisie | 12       | 2     |
| 1991/92   | SVV/Dordrecht '90 | Países Bajos | Eredivisie     | 1        | 0     |
| 1992/93   | SVV/Dordrecht '90 | Países Bajos | Eredivisie     | 14       | 0     |
| 1993/94   | Dordrecht '90     | Países Bajos | Eerste Divisie | 21       | 0     |
| 1994/95   | Dordrecht '90     | Países Bajos | Eredivisie     | 33       | 1     |
| 1995/96   | Dordrecht '90     | Países Bajos | Eerste Divisie | 30       | 1     |
| 1996/97   | FC Utrecht        | Países Bajos | Eredivisie     | 33       | 1     |
| 1997/98   | FC Utrecht        | Países Bajos | Eredivisie     | 26       | 6     |
| 1998/99   | FC Utrecht        | Países Bajos | Eredivisie     | 31       | 6     |
| 1999/2000 | FC Utrecht        | Países Bajos | Eredivisie     | 31       | 5     |
| 2000/01   | FC Utrecht        | Países Bajos | Eredivisie     | 22       | 1     |
| 2001/02   | AZ                | Países Bajos | Eredivisie     | 28       | 0     |
| 2002/03   | AZ                | Países Bajos | Eredivisie     | 14       | 0     |
| 2003/04   | AZ                | Países Bajos | Eredivisie     | 12       | 0     |
| 2004/05   | De Graafschap     | Países Bajos | Eredivisie     | 13       | 1     |
| 2005/06   | De Graafschap     | Países Bajos | Eerste Divisie | 22       | 3     |
| 2006/07   | De Graafschap     | Países Bajos | Eerste Divisie | 34       | 2     |
| 2007/08   | De Graafschap     | Países Bajos | Eredivisie     | 23       | 0     |
| 2008/09   | De Graafschap     | Países Bajos | Eredivisie     | 9        | 0     |
| Total     |                   |              |                | 409      | 29    |

Última actualización: 6 de diciembre de 2008